# Годзилла. Полувековая война
«Годзилла. Полувековая война» (англ. Godzilla: The Half Century War) — ограниченная серия комиксов, которую в 2012—2013 годах издавала компания IDW Publishing.

## Синопсис
Действие происходит в 1954 году, когда Годзилла в первый раз выходит на сушу в Японии. Главным героем является лейтенант Ота Мураками.

### Выпуски
| № | Дата выхода      | Оценка на Comic Book Roundup    | Предполагаемый объём продаж (первый месяц) |
| - | ---------------- | ------------------------------- | ------------------------------------------ |
| 1 | 8 августа 2012   | 8,6 из 10 на основе 13 рецензий | 11 010, позиция в Северной Америке — 192   |
| 2 | 19 сентября 2012 | 9,3 из 10 на основе 7 рецензий  | 9 454, позиция в Северной Америке — 191    |
| 3 | 17 октября 2012  | 9,2 из 10 на основе 4 рецензий  | 9 710, позиция в Северной Америке — 201    |
| 4 | 2 января 2013    | 9 из 10 на основе 4 рецензий    | 9 090, позиция в Северной Америке — 192    |
| 5 | 3 апреля 2013    | 9 из 10 на основе 5 рецензий    | 8 884, позиция в Северной Америке — 205    |

### Сборники
| Название                   | Тип              | Дата выхода     | Собранный материал              | Кол-во страниц | Предполагаемый объём продаж (первый месяц) |
| -------------------------- | ---------------- | --------------- | ------------------------------- | -------------- | ------------------------------------------ |
| Godzilla: Half Century War | Мягкая обложка   | 4 июня 2013     | Godzilla: Half Century War #1-5 | 124            | 1 697, позиция в Северной Америке — 60     |
| Godzilla: Half Century War | Твёрдый переплёт | 1 сентября 2020 | Godzilla: Half Century War #1-5 | 136            | н/д                                        |

## Отзывы
На сайте Comic Book Roundup серия имеет оценку 9 из 10 на основе 33 рецензий. Бенджамин Бейли из IGN дал первому выпуску 10 баллов из 10 и назвал его «увлекательным, захватывающим и красивым». Последнему выпуску рецензент поставил оценку 9,8 из 10 и отметил, что Стоко — «талантливый писатель». Райан К. Линсди из Comic Book Resources, обозревая дебют, также назвал создателя талантливым, а сам комикс описал «впечатляющим». Зак Котцер из Newsarama дал первому выпуску 8 баллов из 10 и писал, что главный герой «непоследователен», сравнив его с Рэмбо. Денис Варков из журнала «Мир фантастики» включил серию в топ лучших комиксов 2019 года, вышедших в России, и сказал, что «Годзилла. Полувековая война» обязательна к прочтению всем фанатам вымышленного монстра.